# 29773 Samuelpritt
A 29773 Samuelpritt (ideiglenes jelöléssel (29773) 1999 CH34) a Naprendszer kisbolygóövében található aszteroida. A LINEAR projekt keretében fedezték fel 1999. február 10-én.